# Bote del Puerto de Las Conchas
El Bote del Puerto de Las Conchas fue el primer navío en servir a la causa patriota argentina en 1810 en ese sector del río.

## Historia
El bote ballenero estaba destinado al servicio de vigilancia, resguardo y control del tráfico de cabotaje fluvial en el área del puerto de Las Conchas, cercano a la ciudad de Buenos Aires. 
Tras la Revolución de Mayo, la escuadrilla realista de Montevideo controlaba el Río de la Plata y sus afluentes, hostigando sistemáticamente sus orillas en busca de afectar el abastecimiento de la ciudad y efectuando raids para aprovisionarse. Los vecinos del pueblo organizaron una compañía que se llamaría el Regimiento de Colorados de Las Conchas y proveyeron de marinos a las primeras naves de corso de la naciente Armada Argentina, mientras que el bote del puerto, al mando del patrón Francisco Pons, fue destinado entre julio y diciembre de 1810 a patrullar el Delta del Paraná armado con un cañón pedrero y tripulado por su patrón y 8 marineros armados.
Tras ser organizada la primera escuadrilla patriota en 1811, volvió a su servicio de rutina en el puerto de Las Conchas, dejando de ser mencionado pr los registros a fines de 1816.